# Mélanie de Comoléra
Pour les articles homonymes, voir Comoléra.
Mélanie Comolera dite Mélanie de Comoléra, née vers 1790 et morte à une date indéterminée après 1854, est une peintre française.
Elle est spécialisée dans les natures mortes florales.

## Biographie
Peu de choses sont connues sur Mélanie de Comoléra, artiste active durant la première moitié du XIXe siècle entre 1816 et 1854,. 
Elle étudie la peinture auprès de Gérard van Spaendonck, puis travaille pour la manufacture nationale de Sèvres de 1816 à 1818 où elle peint des fleurs sur de la porcelaine. En septembre 1825, Mélanie de Comoléra a une altercation avec un gardien du musée du Louvre. Alors que l'artiste réalisait la copie d'une œuvre, elle est prise à partie par un gardien qui la trouvait trop proche du tableau. Elle se plaint auprès du Charles-Paul d'Albert, duc de Luynes qui intercède auprès du directeur du musée. Cette protection lui permet d'obtenir un atelier privatif pour réaliser son travail, privilège rare pour une copiste,.
Elle s'installe ensuite à Londres où elle réalise, en 1827, une copie d'une peinture de Jan van Huysum. C'est cette même année qu'elle devient peintre de fleurs pour la duchesse de Clarence qui devient trois ans plus tard reine consort du Royaume-Uni, épouse de Guillaume IV. Elle travaillera également pour la reine Victoria,,.
Elle expose régulièrement dans divers salons à Paris et à Londres. Ses tableaux y sont bien reçus et son art, reconnu, reçoit des critiques positives,. Son art la fait connaître également dans le milieu de la botanique et de l'horticulture. Elle expose ainsi lors de l'Exposition publique des produits de l'horticulture dans l'Orangerie du Louvre de 1838, deux peintures à l'huile et des œufs d'autruche peints.

## Œuvres

### Envois au Salon
Salon de 1817
- Tableau de fleurs, peinture sur porcelaine (n° 165)[13].

Salon de 1819
- Roses dans un vase posé sur une table, peinture (n° 235)[14].

Salon de 1824
- Groupe de fleurs et fruits, et guirlande de pensées et de myrthes, dessus de table peint à l'huile sur taffetas fixé sous glace (n° 356)[15] ;
- Tableau de fleurs, peinture (n° 357)[16].

### Collections publiques
- Cambridge, Fitzwilliam Museum : Vase de fleurs, vers 1830[17].
- Chicago, Art Institute of Chicago : Nature morte aux raisins et aux fleurs, vers 1827[18]

Œuvres de Mélanie de Comoléra
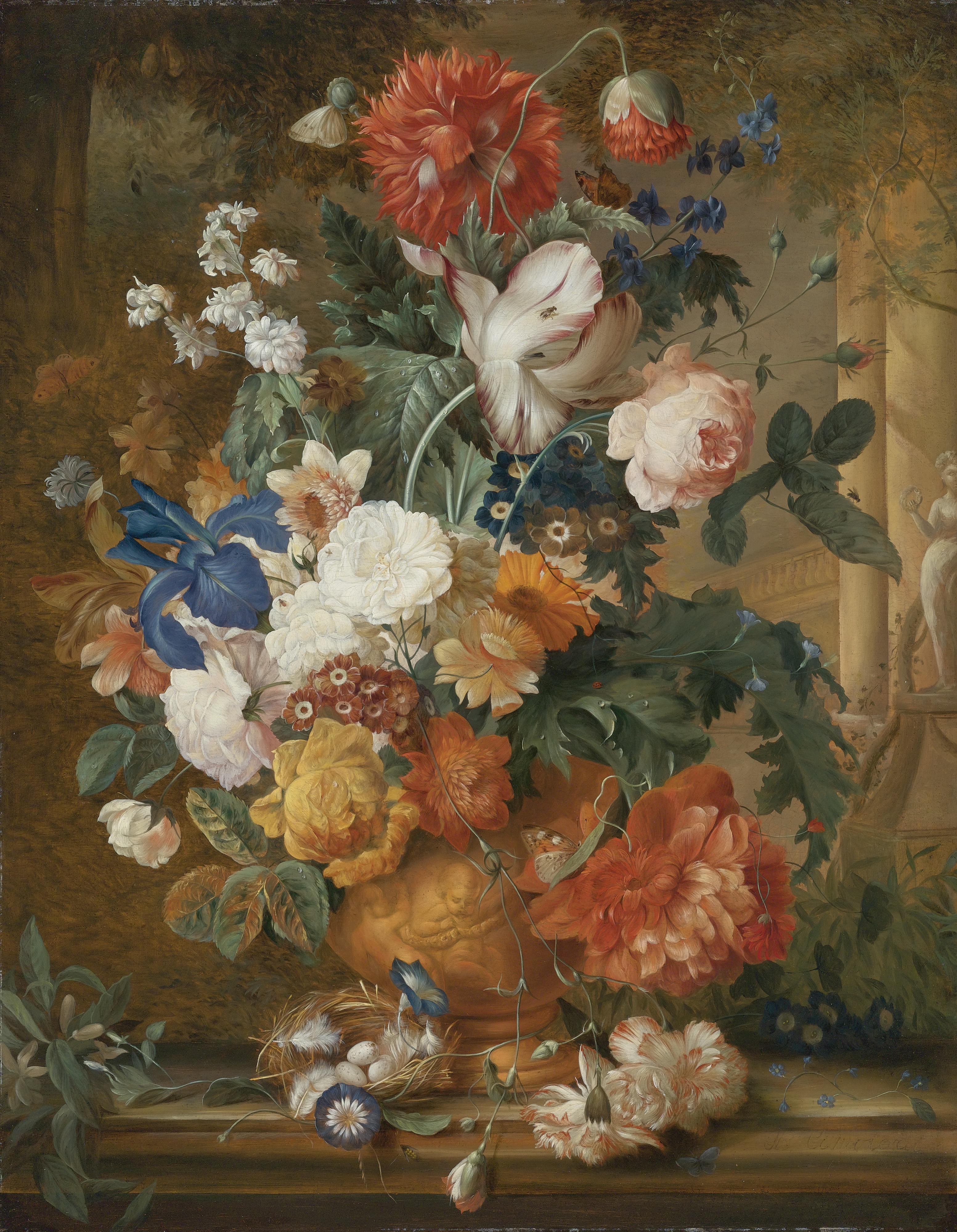
Nature morte d'après Jan van Huysum (1827), localisation inconnue.
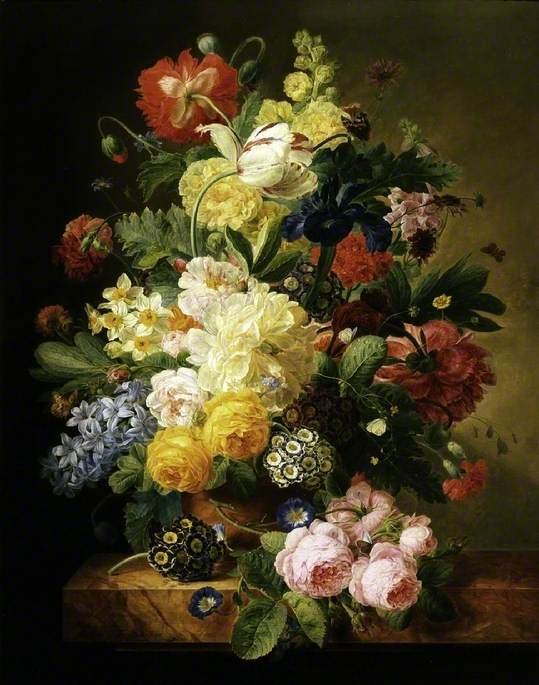
Vase de fleurs (vers 1830), Cambridge, Fitzwilliam Museum.
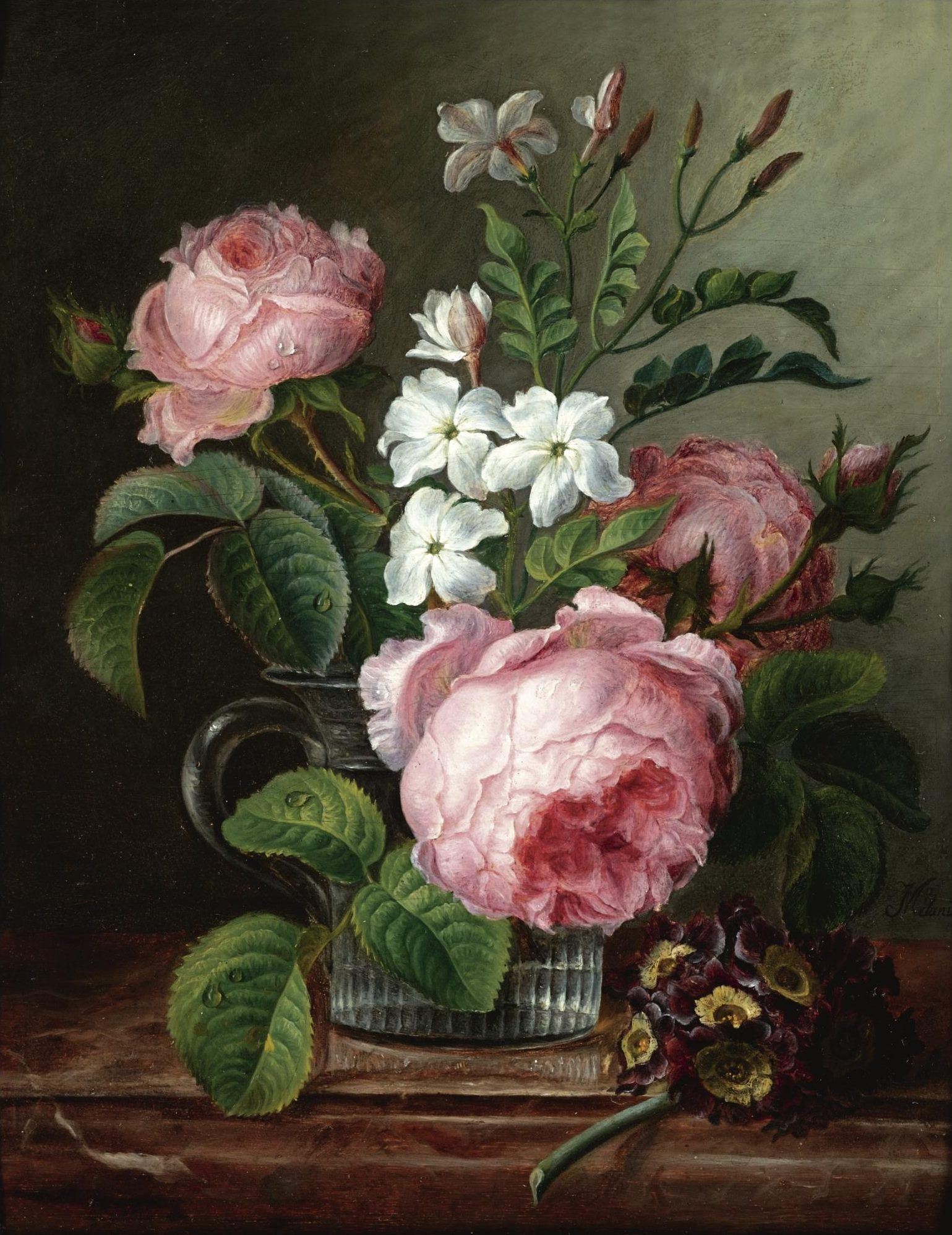
Nature morte avec roses, localisation inconnue.